# Sociedad Anónima de Vehículos Automóviles
Sociedad Anónima de Vehículos Automóviles (SAVA) fue un fabricante español de vehículos comerciales ligeros y medios afincado en Valladolid.

## Historia

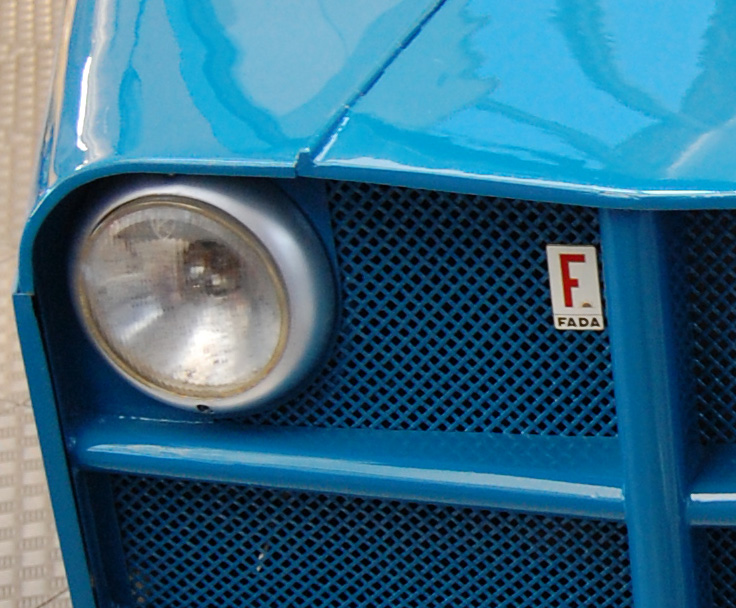
Detalle del logotipo de FADA en un prototipo de la furgoneta motocarro FADA P-54 de 1959, en el Museo Histórico del Automóvil de Salamanca

Se fundó con el nombre de FADA (Fábrica de Artículos de Aluminio) y en 1952 empezó a construir motocarros.
En 1957 se creó SAVA en una nueva fábrica en Valladolid. En las nuevas instalaciones, la firma continuó con la fabricación de motocarros y fue pionera en la construcción de cabinas de plástico para ellos. En 1959 construyeron las primeras furgonetas con motores Barreiros, las conocidas Sava P-58.
A partir de 1961, comenzaron a construir modelos más pesados basados en diseños británicos de Austin y BMC, comercializados como Sava, Sava-Austin o Sava-BMC, incluyendo la conocida serie 'FG' de BMC.
Construyeron los modelos S-70 (3,5 toneladas de carga), A-504 (7 Tm.), S-66 (2 Tm.), S-76 (3,5 Tm.) y A-404 (5 Tm.). También construyeron el furgón LDO-5 con licencia Morris.
Durante un corto periodo también montaron el camión GPS-12 de la francesa Berliet, comercializado como Sava-Berliet, con carga de hasta 24 Tm. En estos momentos, la producción era muy diversificada, pues además del Berliet, fabricaban el FH-800 (8 Tm.), SH-400 (4 Tm.), SH-450 (5 Tm.) y SH-550 (6 Tm.).

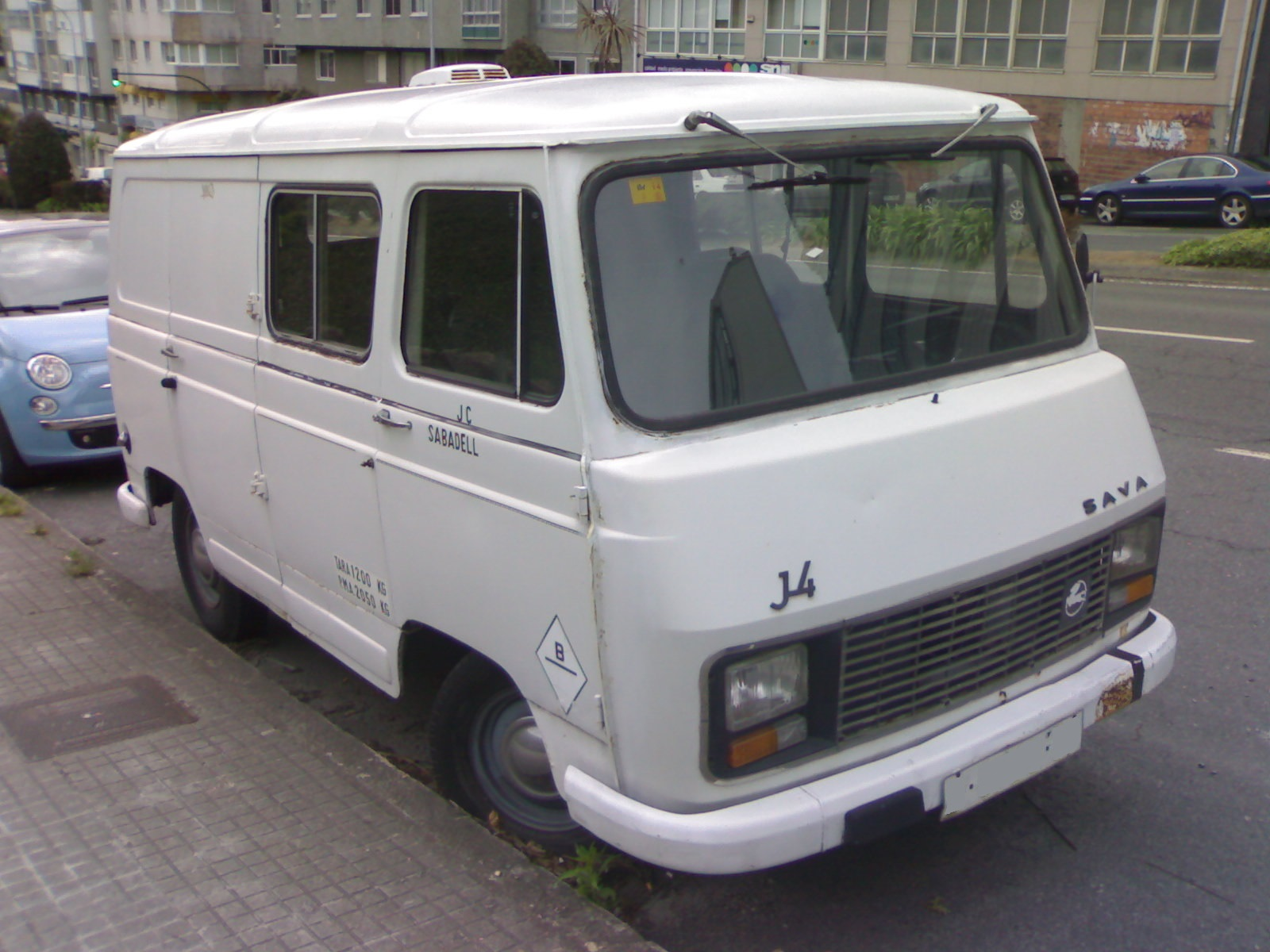
Furgoneta SAVA J4.

A principios de los 60 comenzaron a fabricar cabinas de diseño propio y a partir de entonces ya sólo se usó el logotipo Sava.
En 1965 se empezó la producción de la furgoneta J4 bajo licencia inglesa. Con varias modificaciones estéticas, se mantuvo en producción hasta al menos 1988, ya bajo la marca Pegaso. También se introdujo en 1968 el furgón Cosmos.
A finales de los 1960 Enasa, fabricante de los camiones Pegaso, compró SAVA, aunque la marca siguió usándose hasta el año siguiente, después de lo cual los vehículos pasaron a ser vendidos como Pegaso. Como resultado de ello dejó de fabricar camiones pesados —que le hacían la competencia— y redujo su gama de furgonetas. 

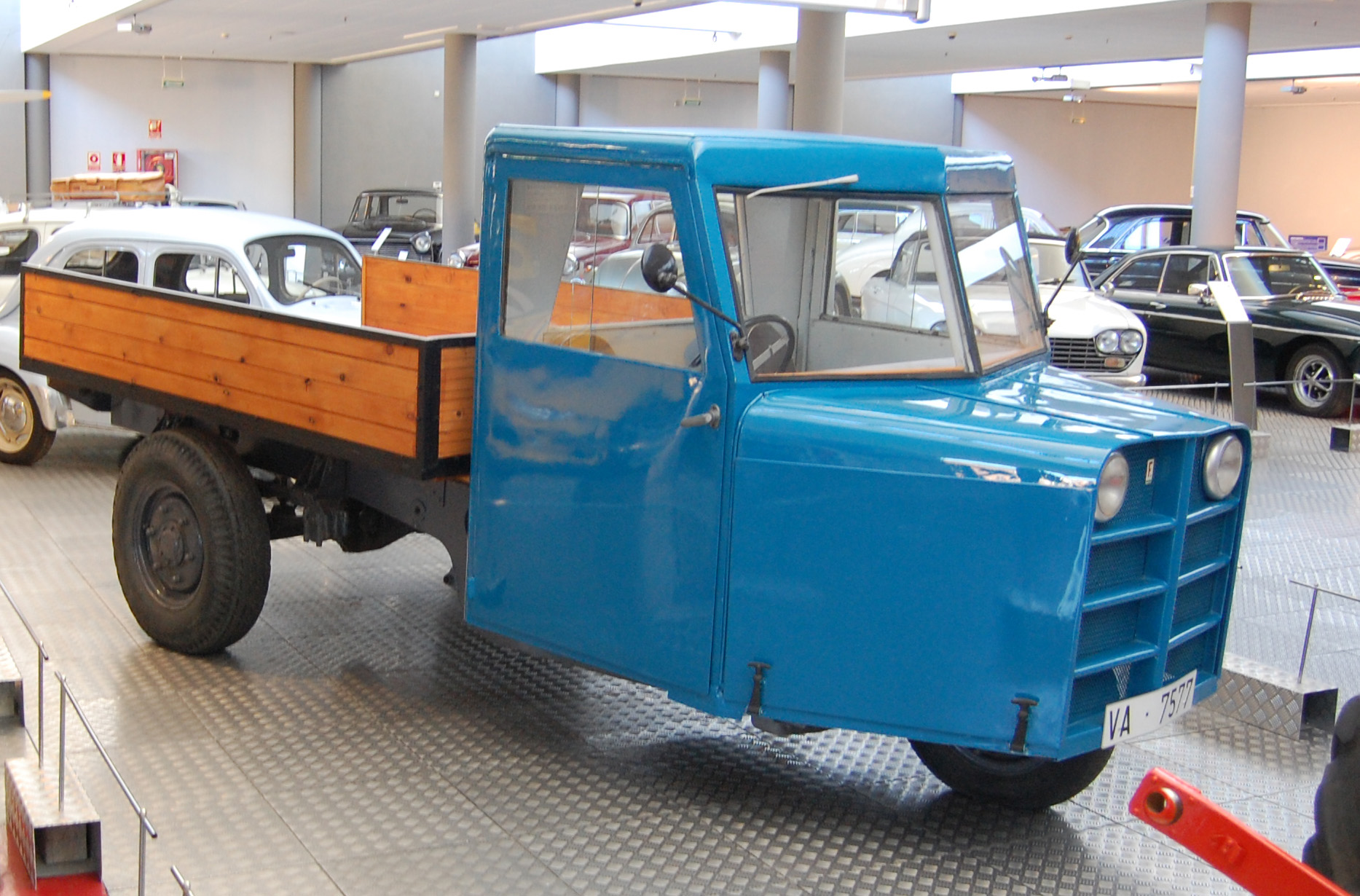
Prototipo furgoneta FADA P-54 de 1959

En 1968 sacó el camión S-211 (2 Tm.). Su evolución (S-221, S-212... hasta llegar al modelo S-551) estuvo en producción hasta la absorción de Pegaso por Iveco. En 1972 apareció la última gama nueva, con el cuadrado furgón Cosmos.

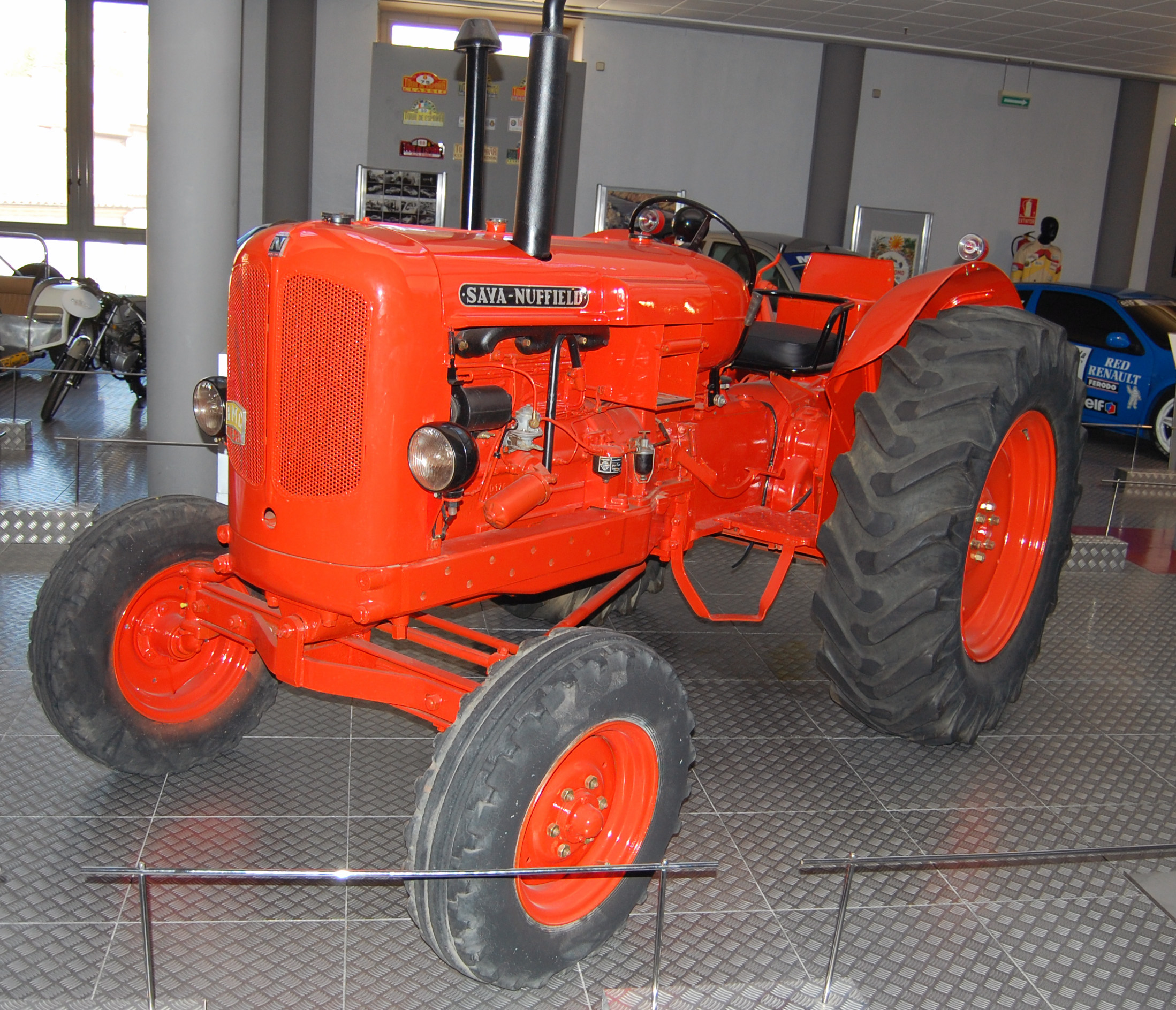
Tractor SAVA - NUFFIELD 10-60 en el Museo de Historia de la Automoción de Salamanca